# Jaroslaw Schramko

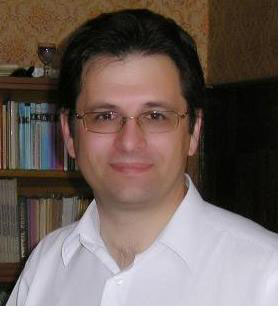
Jaroslaw Schramko, 2010

Jaroslaw Wladyslawowytsch Schramko (ukrainisch Ярослав Владиславович Шрамко; * 21. Februar 1963 in Krywyj Rih, Ukrainische SSR) ist ein ukrainischer Professor für Logik und Philosophie. Seit 2011 ist er Rektor der Staatlichen Pädagogischen Universität in Krywyj Rih.

## Leben
Schramko studierte Philosophie an der Lomonossow-Universität in Moskau. Danach war er Aspirant am Lehrstuhl für Logik der Philosophischen Fakultät der Lomonossow-Universität und promovierte zum Kandidaten der philosophischen Wissenschaften (Dr. phil.) bei E. K. Wojschwillo.
1997 hatte er einen Forschungsaufenthalt am Institut für Philosophie der Universität Uppsala in Schweden. Im März 1998 Habilitation mit dem Thema Logische Folgebeziehung und Intuitionismus zum Doktor der philosophischen Wissenschaften am Institut für Philosophie der Nationalen Akademie der Wissenschaften der Ukraine in Kiew.
Zwischen 2001 und 2004 war er Gastwissenschaftler am Institut für Philosophie der Humboldt-Universität zu Berlin (Stipendiat der Alexander von Humboldt-Stiftung) und am Institut für Philosophie der Technischen Universität Dresden (Friedrich-Wilhelm-Bessel-Preisträger der Alexander von Humboldt-Stiftung).
Von 1999 bis 2004 war er Mitglied des Expertenrates für Philosophie der Obersten Attestationskommission (WAK) der Ukraine.

## Mitgliedschaft
- Mitherausgeber der Buchreihe Logische Philosophie (Logos-Verlag, Berlin)
- Actual Problems of Mind (Krivoi Rog State Pedagogical University)
- Mitglied des Komitees: Logic and Logical Philosophy (Nicolaus Copernicus University Press, Torun, Poland)
- Central European Journal of Mathematics (Springer)
- Mitglied des Editorial Boards: Epistemologiia & filosofija nauki (Moskau, Russland)
- European Journal of Mathematics (Springer)

## Stipendien und Preise
- Reisestipendium der Europäischen Wissenschaftlichen Stiftung (European Science Foundation) für die Teilnahme an der europäischen wissenschaftlichen Konferenz „Logic, Language and Information“ (Autrans, Frankreich)
- Reisestipendium der Soros-Stiftung (Ukraine) für die Teilnahme am X. Internationalen Kongress für Logik, Methodologie und Philosophie der Wissenschaften (Florenz, Italien)
- Forschungsstipendium der Alexander von Humboldt-Stiftung für einen Forschungsaufenthalt am Institut für Philosophie, Humboldt-Universität zu Berlin (Deutschland)
- Fulbright-Forschungsstipendium für einen Forschungsaufenthalt am Department of Philosophy, Indiana University, (USA)
- Wiederaufnahme des Forschungsstipendiums der Alexander von Humboldt-Stiftung für einen Forschungsaufenthalt am Institut für Philosophie, Humboldt-Universität zu Berlin (Deutschland)
- Friedrich Wilhelm Bessel-Forschungspreis der Alexander von Humboldt-Stiftung
- The Logic of Generalized Truth Values: gemeinsames Forschungsprojekt mit Prof. Dr Heinrich Wansing (Dresden, Germany), gefördert durch Deutsche Forschungsgemeinschaft
- Marie Curie Action: International Research Staff Exchange Scheme (IRSES), FP7-PEOPLE-2012-IRSES, GeTFun Generalizing Truth-Functionality (16 Partners, 8 Countries), Coordinator for the Kryvyi Rih National University, 2013–2016. Funded by the European Commission, Seventh Framework Programme (FP7)